# Roquefort-la-Bédoule
Pour les articles homonymes, voir Roquefort.
Roquefort-la-Bédoule est une commune française située dans le département des Bouches-du-Rhône, en région Provence-Alpes-Côte d'Azur.
Ses plus de 5 000 habitants sont appelés les Bédoulens.

## Géographie
La surface de la commune représente 31,1 km2.

### Relief et géologie
Roquefort-la-Bédoule bénéficie d'un relief marqué, dont l'altitude varie de 185 m à 563 m. Son point culminant, le Montounier, offre une vue remarquable sur la rade de Marseille, les calanques et les baies de Cassis et de la Ciotat, jusqu'au cap Sicié. La commune s'étend sur 3 115 hectares, dont plus de la moitié de collines couvertes de pins.
Une grande partie du territoire est constituée d'une formation géologique du crétacé inférieur particulière qui a été nommée le Bédoulien par son « inventeur », le saint-cyrien Joseph-Aristide Toucas (1843-1911), en 1888, et qui appartient à l’ensemble géologique du bassin du Beausset. Il s'agit d'un sous-étage de l'Aptien qui s’est formé durant l’ère secondaire, entre -121 et -117 millions d’années. Cela a donné lieu au développement de nombreuses activités de carrières, cimenteries et de production de chaux.

### Climat
Pour des articles plus généraux, voir Climat de Provence-Alpes-Côte d'Azur et Climat des Bouches-du-Rhône.
En 2010, le climat de la commune est de type climat méditerranéen franc, selon une étude du Centre national de la recherche scientifique s'appuyant sur une série de données couvrant la période 1971-2000. En 2020, Météo-France publie une typologie des climats de la France métropolitaine dans laquelle la commune est exposée à un climat méditerranéen et est dans la région climatique  Provence, Languedoc-Roussillon, caractérisée par une pluviométrie faible en été, un très bon ensoleillement (2 600 h/an), un été chaud (21,5 °C), un air très sec en été, sec en toutes saisons, des vents forts (fréquence de 40 à 50 % de vents > 5 m/s) et peu de brouillards. 
Pour la période 1971-2000, la température annuelle moyenne est de 13,8 °C, avec une amplitude thermique annuelle de 14,8 °C. Le cumul annuel moyen de précipitations est de 688 mm, avec 6,2 jours de précipitations en janvier et 1,6 jours en juillet. Pour la période 1991-2020, la température moyenne annuelle observée sur la station météorologique de Météo-France la plus proche, « Aubagne », sur la commune d'Aubagne à 5 km à vol d'oiseau, est de 15,1 °C et le cumul annuel moyen de précipitations est de 647,8 mm. 
La température maximale relevée sur cette station est de 40,9 °C, atteinte le 5 août 2017 ; la température minimale est de −11,1 °C, atteinte le 12 février 2012,,. 
| Mois                                  | jan.          | fév.           | mars          | avril         | mai           | juin          | jui.          | août           | sep.           | oct.            | nov.            | déc.          | année      |
| ------------------------------------- | ------------- | -------------- | ------------- | ------------- | ------------- | ------------- | ------------- | -------------- | -------------- | --------------- | --------------- | ------------- | ---------- |
| Température minimale moyenne (°C)     | 2,4           | 2              | 4,4           | 7             | 10,6          | 14,2          | 16,5          | 16,5           | 13,3           | 10,4            | 6,1             | 3,2           | 8,9        |
| Température moyenne (°C)              | 7,6           | 7,9            | 10,7          | 13,3          | 17,3          | 21,3          | 23,9          | 23,9           | 19,9           | 16,1            | 11,3            | 8,3           | 15,1       |
| Température maximale moyenne (°C)     | 12,9          | 13,7           | 17            | 19,6          | 24            | 28,5          | 31,3          | 31,3           | 26,5           | 21,8            | 16,4            | 13,4          | 21,4       |
| Record de froid (°C) date du record   | −7,7 07.01.02 | −11,1 12.02.12 | −7,6 02.03.05 | −3,7 08.04.21 | 1,3 07.05.19  | 5,5 03.06.06  | 7,2 17.07.00  | 8,9 24.08.1988 | 4,3 29.09.1993 | −3,3 30.10.1997 | −7,7 23.11.1998 | −8,8 30.12.05 | −11,1 2012 |
| Record de chaleur (°C) date du record | 21,7 28.01.02 | 23,6 24.02.20  | 25,7 24.03.01 | 29 28.04.05   | 34,9 27.05.22 | 40,2 28.06.19 | 40,2 23.07.03 | 40,9 05.08.17  | 36 04.09.23    | 31,5 02.10.1997 | 25,2 01.11.22   | 22,4 30.12.21 | 40,9 2017  |
| Précipitations (mm)                   | 68,9          | 39             | 37,3          | 59,4          | 45            | 30            | 11,1          | 24,7           | 77,6           | 93,6            | 94,8            | 66,4          | 647,8      |

| Diagramme climatique                                  |         |           |           |          |            |              |              |              |              |             |             |
| J                                                     | F       | M         | A         | M        | J          | J            | A            | S            | O            | N           | D           |
| 12,92,468,9                                           | 13,7239 | 174,437,3 | 19,6759,4 | 2410,645 | 28,514,230 | 31,316,511,1 | 31,316,524,7 | 26,513,377,6 | 21,810,493,6 | 16,46,194,8 | 13,43,266,4 |
| Moyennes : • Temp. maxi et mini °C • Précipitation mm |         |           |           |          |            |              |              |              |              |             |             |

Les paramètres climatiques de la commune ont été estimés pour le milieu du siècle (2041-2070) selon différents scénarios d'émission de gaz à effet de serre à partir des nouvelles projections climatiques de référence DRIAS-2020. Ils sont consultables sur un site dédié publié par Météo-France en novembre 2022.

## Urbanisme

### Typologie
Au 1er janvier 2024, Roquefort-la-Bédoule est catégorisée ceinture urbaine, selon la nouvelle grille communale de densité à 7 niveaux définie par l'Insee en 2022.
Elle appartient à l'unité urbaine de Cassis, une agglomération intra-départementale dont elle est une commune de la banlieue,. Par ailleurs la commune fait partie de l'aire d'attraction de Marseille - Aix-en-Provence, dont elle est une commune de la couronne,. Cette aire, qui regroupe 115 communes, est catégorisée dans les aires de 700 000 habitants ou plus (hors Paris),.

### Occupation des sols
L'occupation des sols de la commune, telle qu'elle ressort de la base de données européenne d’occupation biophysique des sols Corine Land Cover (CLC), est marquée par l'importance des forêts et milieux semi-naturels (80 % en 2018), en diminution par rapport à 1990 (82,1 %). La répartition détaillée en 2018 est la suivante : 
forêts (53,3 %), milieux à végétation arbustive et/ou herbacée (19,5 %), zones urbanisées (8,4 %), cultures permanentes (7,4 %), espaces ouverts, sans ou avec peu de végétation (7,1 %), zones agricoles hétérogènes (2,9 %), zones industrielles ou commerciales et réseaux de communication (1,3 %), mines, décharges et chantiers (0,1 %). L'évolution de l’occupation des sols de la commune et de ses infrastructures peut être observée sur les différentes représentations cartographiques du territoire : la carte de Cassini (XVIIIe siècle), la carte d'état-major (1820-1866) et les cartes ou photos aériennes de l'IGN pour la période actuelle (1950 à aujourd'hui).

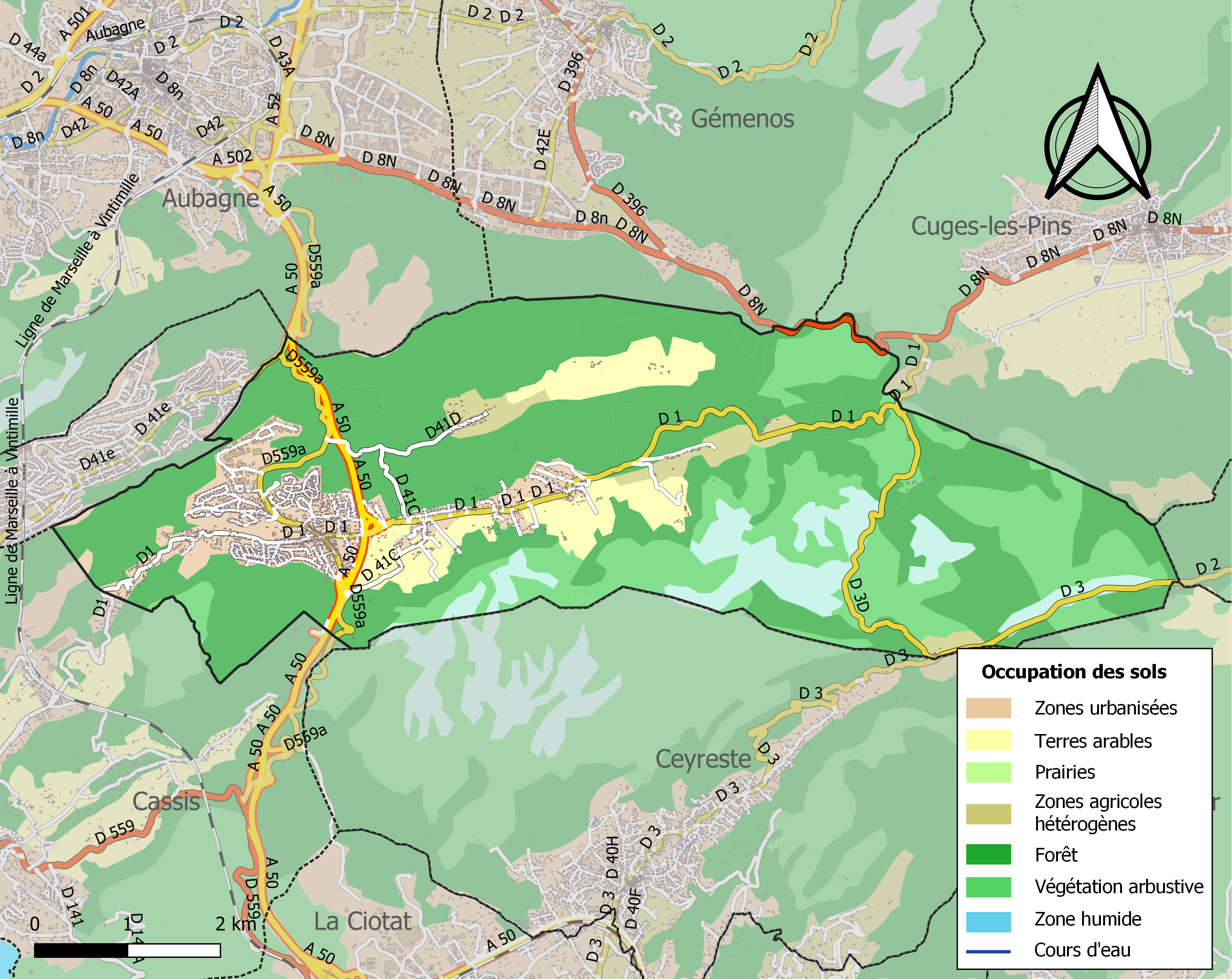
Carte des infrastructures et de l'occupation des sols de la commune en 2018 (CLC).

## Histoire
L'histoire de Roquefort-la-Bédoule est marquée par trois phases : le village médiéval fortifié de Roccafortis (VIIe au XVIIe siècle) bâti sur les pentes de la falaise, l’établissement du village rural de Roquefort dans la plaine au lieu-dit du Jas rompu, hameau de Roquefort et enfin au XIXe, la création du village de La Bédoule, qui prend l'ascendant sur celui de Roquefort.

### Le vieux village
Dépendance de l'abbaye de Saint-Victor de Marseille pendant des siècles, le village de Roquefort, créé au VIIe siècle, se développe sur les crêtes dominant les baies de La Ciotat et Cassis.

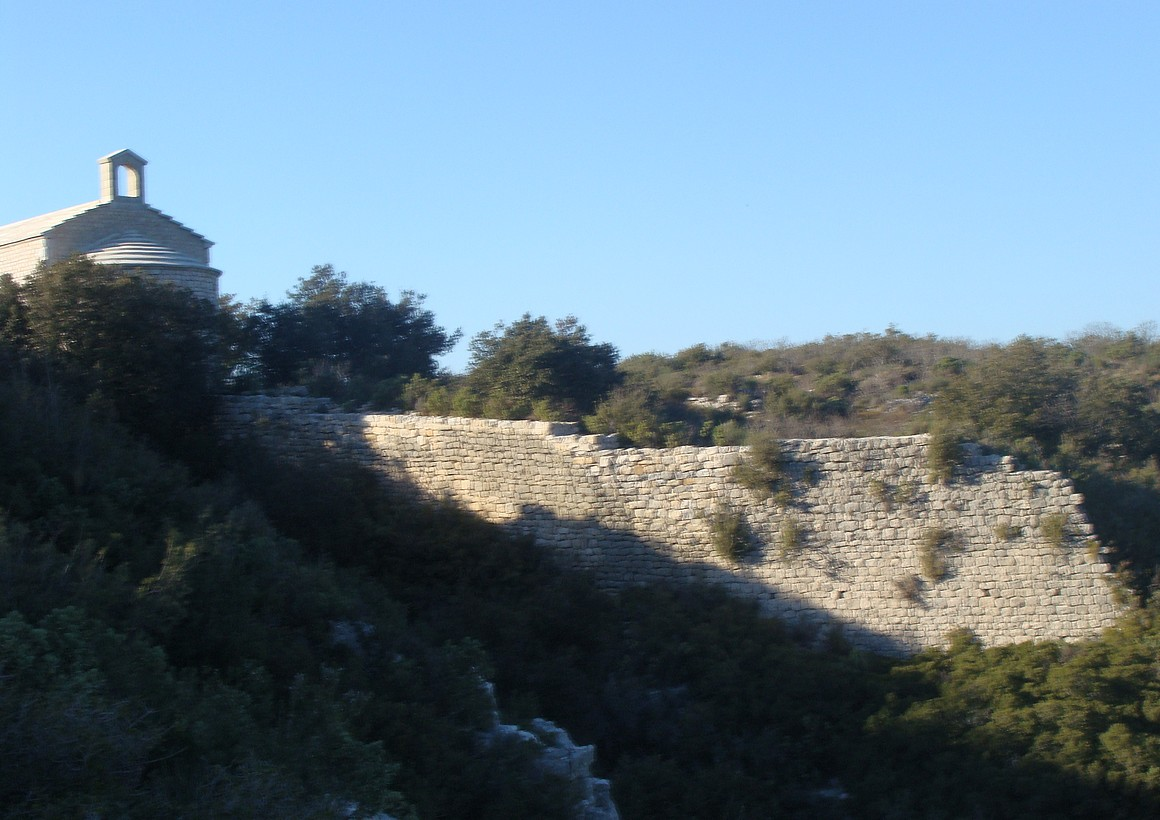
Ruines sous la chapelle Saint-André

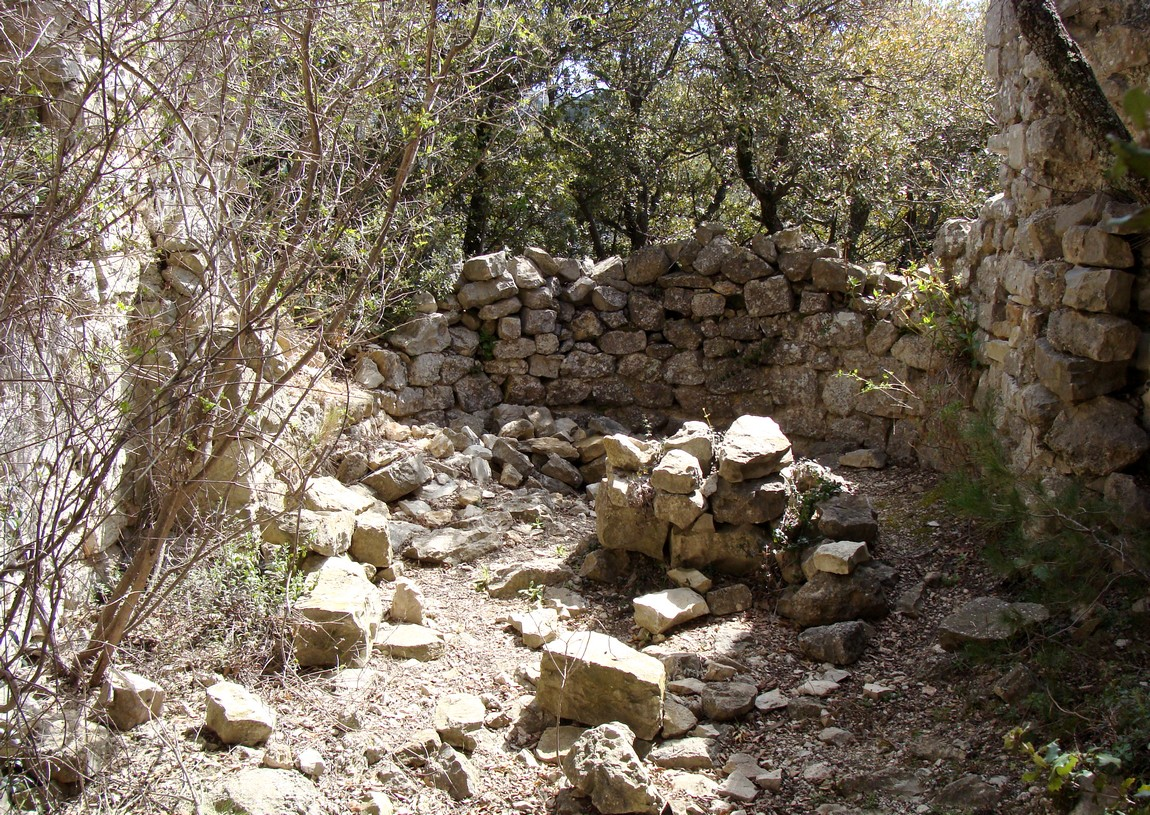
Vestiges de la chapelle du Vieux Roquefort

Roquefort devint le refuge de la population de l'Antique Portus Carsicis, entre le Ve et XIIe siècles, fuyant en particulier les raids des Sarrasins. Un ensemble complet avec les remparts d'une forteresse du XIe siècle, une première église Saint-Jean-Baptiste, une chapelle Saint-André du XIIe siècle établie sur un piton voisin et les ruines du village sous les fortifications témoignent aujourd'hui encore de ce village fortifié. On connait l’existence de cette église par sa dédicace à saint Jean-Baptiste par le pape Grégoire VII en 1079.
Le 4 avril 1402, à Brantes, au pied du Ventoux, en présence de son épouse Alix des Baux, Odon de Villars fit donation à son neveu Philippe de Lévis des fiefs de Brantes, Plaisians et leurs dépendances, des seigneuries de Saint-Marcel, Roquefort, le Castellet, Cassis et Port-Miou, dépendantes de la baronnie d’Aubagne, ainsi que de La Fare-les-Oliviers, et Éguilles. Son neveu, en contrepartie devait lui servir de caution vis-à-vis de Raymond de Turenne quant au respect d’un accord passé entre le vicomte, lui et son épouse Alix. Au cas où Alix et Odon n'observaient pas les termes de l'accord, ces derniers devraient payer  50 000 florins à Raymond de Turenne,.
Roquefort fit partie de la seigneurie de la famille des Baux jusqu'en 1426, puis des évêques de Marseille (1474), enfin de la famille d'Albertas (1569).
Descendu dans la plaine et développant une activité agricole, le bourg de Roquefort vit dans l'apanage du marquis de Villeneuve de son activité agricole et viticole. Le nouveau centre du village est édifié dans les années 1730, la maison commune est construite en 1734 et la nouvelle église, bâtie avec les matériaux de la précédente après que monseigneur de Belsunce eut célébré la dernière messe, est consacrée en 1737.

### Le nouveau centre
La commune est définitivement constituée par la réunion de plusieurs communautés ou fiefs parmi lesquels le territoire de Julhans en 1789 et celui de La Bédoule en 1837, où résidaient les carriers.
Au XIXe siècle, au carrefour des quatre routes entre Aubagne, La Ciotat, Cuges-les-Pins et Cassis, au hameau de La Bédoule, un second centre villageois se développe. Peu à peu, un village se crée, hébergeant les ouvriers d'origine italienne travaillant dans la cimenterie de la Bédoule.
La population se développe et se fixe autour des « quatre chemins » notamment à cause du développement des industries de chaux et ciments (expansion due au marquis de Villeneuve, qui avec les ingénieurs Roux et Tocchi met au point un procédé de fabrication[Lequel ?]). En 1891 débute la construction d'une église, propriété de Madame de Villeneuve, érigée en église paroissiale en 1912, l'église Sainte-Roseline. La mairie, les écoles, sont transférées à la Bédoule et la commune devient « Roquefort-la-Bédoule » en 1918.
Dans les années 1930, le bourg ouvrier prend le pas sur le vieux village agricole de Roquefort et forme la commune de Roquefort-la-Bédoule.
Afin de reloger les rapatriés d'Algérie, une partie de son territoire est consacrée à la création d'une ville nouvelle, Carnoux-en-Provence, commune détachée de Roquefort-la-Bédoule en 1966.
Après une période d'assoupissement, la construction de l'autoroute Marseille-Toulon et le développement de l'intercommunalité donnent à la ville un dynamisme démographique proportionnel à l'activité de son territoire.

## Politique et administration

### Découpage territorial
La commune fait partie de l'arrondissement de Marseille et du canton d'Aubagne-Est.
Roquefort-la-Bédoule est une commune membre de la métropole d’Aix Marseille Provence .

### Tendances politiques et résultats
Roquefort-la-Bédoule est restée une ville gouvernée par le PCF de 1945 à 1983, avec Marius Aimonetto comme maire. Mais, de 1983 à 2020, le maire élu par les Bédoulens est systématiquement de droite. En 2007, Nicolas Sarkozy arrive en tête de l'élection présidentielle sur la commune avec 36% des suffrages exprimés. En 2012, il arrive également en tête avec 29% des suffrages exprimés (alors que François Hollande est premier du premier tour à l'échelle nationale).
| Scrutin             | Scrutin             | 1er tour | 1er tour | 1er tour | 1er tour | 1er tour  | 1er tour | 1er tour | 1er tour | 1er tour | 1er tour | 1er tour | 1er tour | 2d tour | 2d tour | 2d tour | 2d tour | 2d tour | 2d tour |
| Scrutin             | Scrutin             | 1er      | 1er      | %        | 2e       | 2e        | %        | 3e       | 3e       | %        | 4e       | 4e       | %        | 1er     | 1er     | %       | 2e      | 2e      | %       |
| ------------------- | ------------------- | -------- | -------- | -------- | -------- | --------- | -------- | -------- | -------- | -------- | -------- | -------- | -------- | ------- | ------- | ------- | ------- | ------- | ------- |
| Présidentielle 2017 | Présidentielle 2017 |          | FN       | 27,32    |          | LR        | 22,25    |          | LFI      | 19,63    |          | EM       | 19,16    |         | EM      | 55,57   |         | FN      | 44,43   |
| Présidentielle 2022 | Présidentielle 2022 |          | RN       | 28,63    |          | LREM      | 23,10    |          | LFI      | 17,80    |          | REC      | 11,55    |         | RN      | 50,97   |         | LREM    | 49,03   |
| Législatives 2022   | 9e                  |          | RN       | 22,69    |          | LFI-Nupes | 21,83    |          | Ren-Ens  | 20,08    |          | LR       | 19,86    |         | RN      | 59,91   |         | LFI     | 40,09   |
| Législatives 2024   | 9e                  |          | RN       | 44,50    |          | PS-NFP    | 23,85    |          | Ren-Ens  | 19,10    |          | LR       | 7,59     |         | RN      | 56,82   |         | PS      | 43,18   |

### Liste des maires
| Période                                  | Période        | Identité         | Étiquette | Qualité              |
| ---------------------------------------- | -------------- | ---------------- | --------- | -------------------- |
| mai 1945                                 | mars 1983      | Marius Aimonetto | PCF       |                      |
| mars 1983                                | septembre 2009 | Francis Giraud   | UMP       | Sénateur (1998-2008) |
| octobre 2009                             | 2020           | Jérôme Orgeas    | UMP-LR    | Enseignant-chercheur |
| 2020                                     | En cours       | Marc Del Grazia  | DVC       |                      |
| Les données manquantes sont à compléter. |                |                  |           |                      |

## Population et société

### Démographie
L'évolution du nombre d'habitants est connue à travers les recensements de la population effectués dans la commune depuis 1793. Pour les communes de moins de 10 000 habitants, une enquête de recensement portant sur toute la population est réalisée tous les cinq ans, les populations de référence des années intermédiaires étant quant à elles estimées par interpolation ou extrapolation. Pour la commune, le premier recensement exhaustif entrant dans le cadre du nouveau dispositif a été réalisé en 2006.

En 2022, la commune comptait 5 784 habitants, en évolution de +2,7 % par rapport à 2016 (Bouches-du-Rhône : +2,48 %, France hors Mayotte : +2,11 %).
| 1793 | 1800 | 1806 | 1821 | 1831 | 1836 | 1841 | 1846 | 1851 |
| ---- | ---- | ---- | ---- | ---- | ---- | ---- | ---- | ---- |
| 430  | 359  | 419  | 448  | 395  | 394  | 400  | 429  | 459  |

| 1856 | 1861 | 1866 | 1872 | 1876 | 1881 | 1886 | 1891  | 1896  |
| ---- | ---- | ---- | ---- | ---- | ---- | ---- | ----- | ----- |
| 492  | 535  | 546  | 600  | 648  | 787  | 888  | 1 075 | 1 333 |

| 1901  | 1906  | 1911  | 1921  | 1926  | 1931  | 1936  | 1946  | 1954  |
| ----- | ----- | ----- | ----- | ----- | ----- | ----- | ----- | ----- |
| 1 904 | 2 167 | 2 002 | 1 814 | 1 859 | 1 848 | 1 515 | 1 120 | 1 231 |

| 1962  | 1968  | 1975  | 1982  | 1990  | 1999  | 2006  | 2011  | 2016  |
| ----- | ----- | ----- | ----- | ----- | ----- | ----- | ----- | ----- |
| 1 635 | 1 770 | 2 384 | 3 355 | 4 162 | 4 733 | 5 016 | 5 063 | 5 632 |

| 2021  | 2022  | - | - | - | - | - | - | - |
| ----- | ----- | - | - | - | - | - | - | - |
| 5 861 | 5 784 | - | - | - | - | - | - | - |

### Manifestations culturelles et festivités
Chaque année de nombreuses fêtes et animations populaires sont organisées.
Il faut noter en particulier la Cavalcade de la Saint-Eloi, fête votive annuelle organisée le deuxième dimanche de juillet.
En octobre se déroule depuis 1994 la Ronde des Vignes, course pédestre de 14 kilomètres vallonnée empruntant routes et chemins à travers les vignobles et les pinèdes. Deuxième rendez-vous annuel des coureurs dans les Bouches du Rhône, elle sert de prélude au semi-marathon Marseille-Cassis.

## Culture locale et patrimoine

### Lieux et monuments
- L'église Sainte-Roseline (XIXe siècle), à la Bédoule.
- À Roquefort, l'église Saint-Jean-Baptiste, construite en 1734.
- Le site de la chapelle Saint-André,  Inscrit MH[26]. Elle est mentionnée en 1143 sous l'appellation Notre-Dame-de-Julhans, mais elle est également appelée Saint-André de Julhans ou encore Notre-Dame de Sécheresse. Elle est au Moyen Âge entourée de quelques habitations, mais sera abandonnée au XVIIe siècle. Sa restauration commencée par une association a été achevée[Quand ?] par le conseil général, qui en est propriétaire.
- Les ruines du vieux Roquefort. Au Moyen Âge, le village est bâti autour d'une chapelle, à l'intérieur de fortifications, au-dessus d'une barre rocheuse qui surplombe l'actuel hameau de Roquefort. Ce site (dont il ne reste que des vestiges) est habité jusqu'au XVIIe siècle, période à laquelle la population, sécurisée, descend dans la vallée pour créer, au lieu-dit Jas Rompu, l'actuel village de Roquefort.
- Le château de Julhans (XIXe siècle) et la chapelle Notre-Dame des Pieds-Noirs.
- Le château de Roquefort.
- Le site rocheux de la Petite-Sainte-Baume.

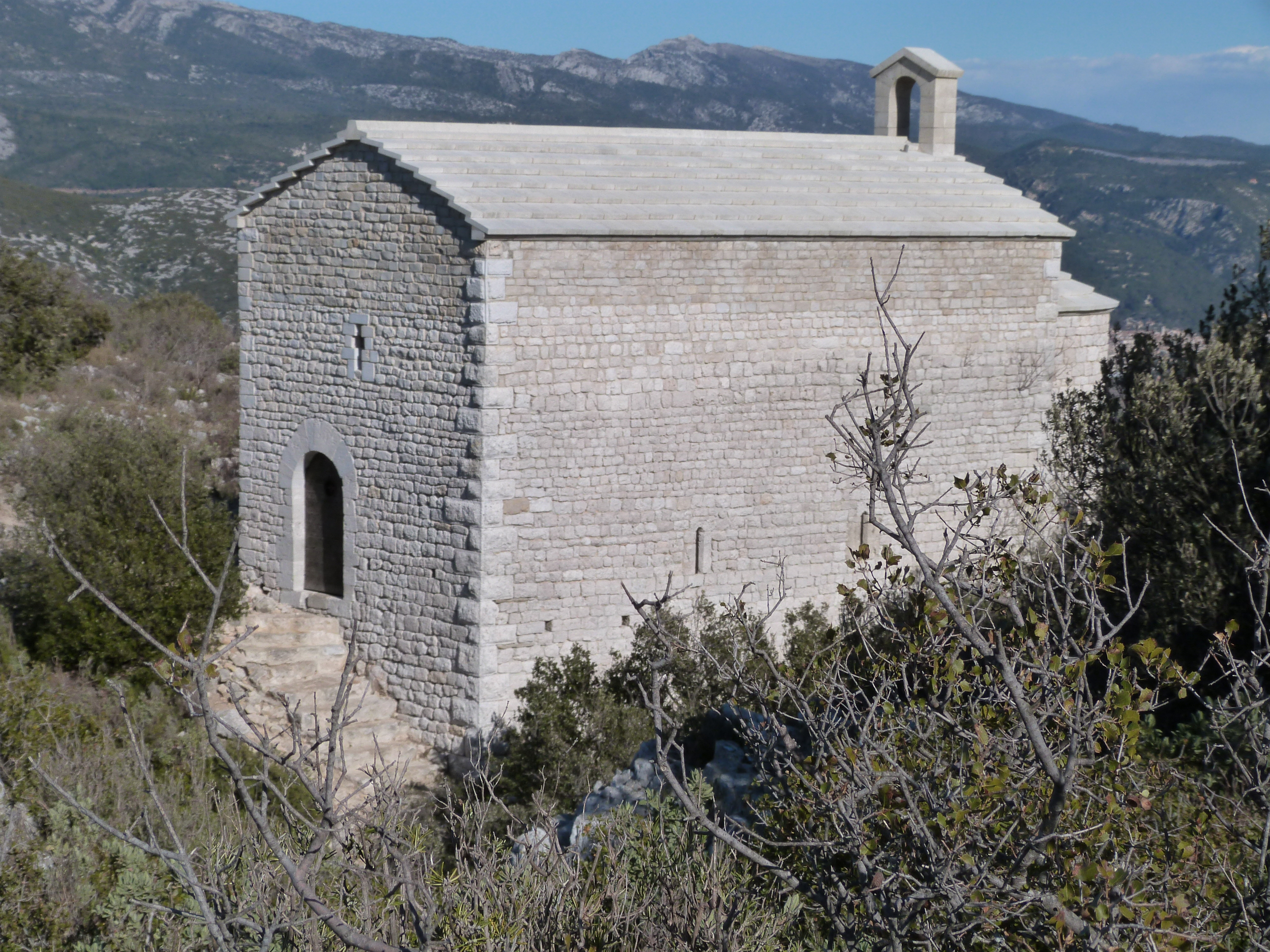
La chapelle Saint-André
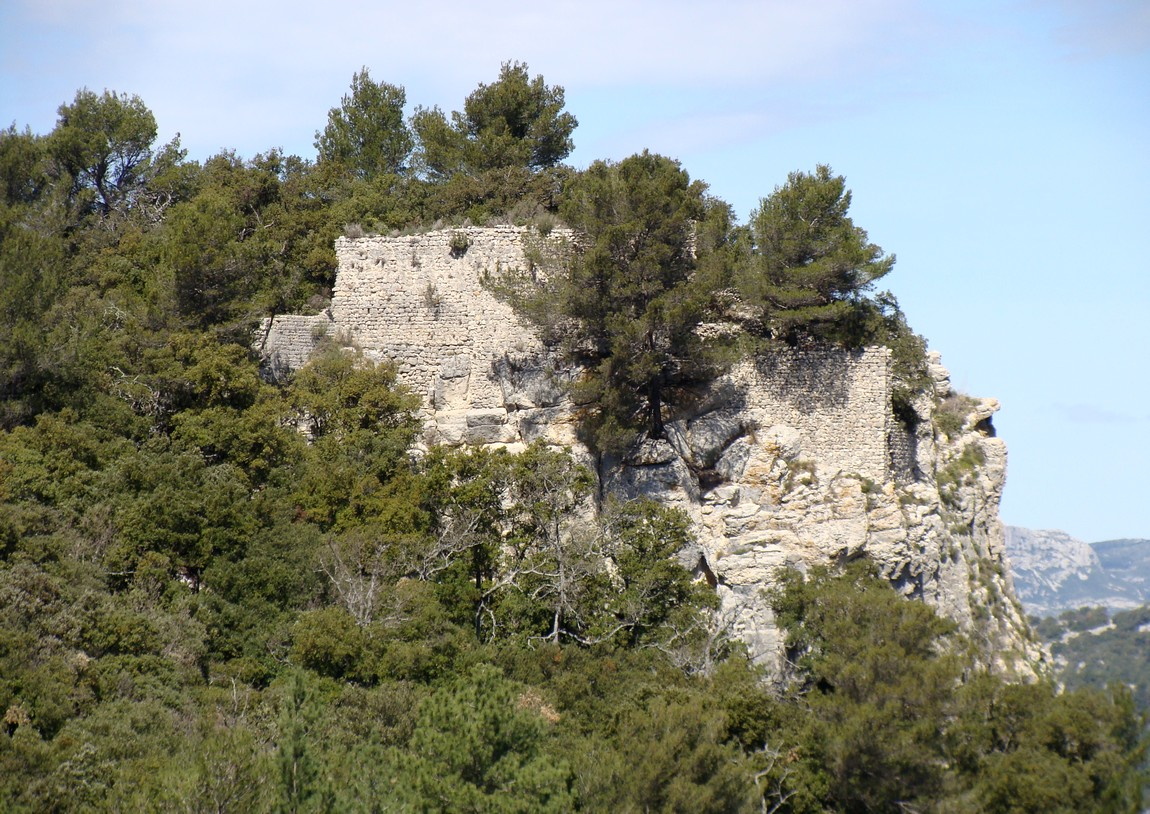
Les ruines du Vieux Roquefort
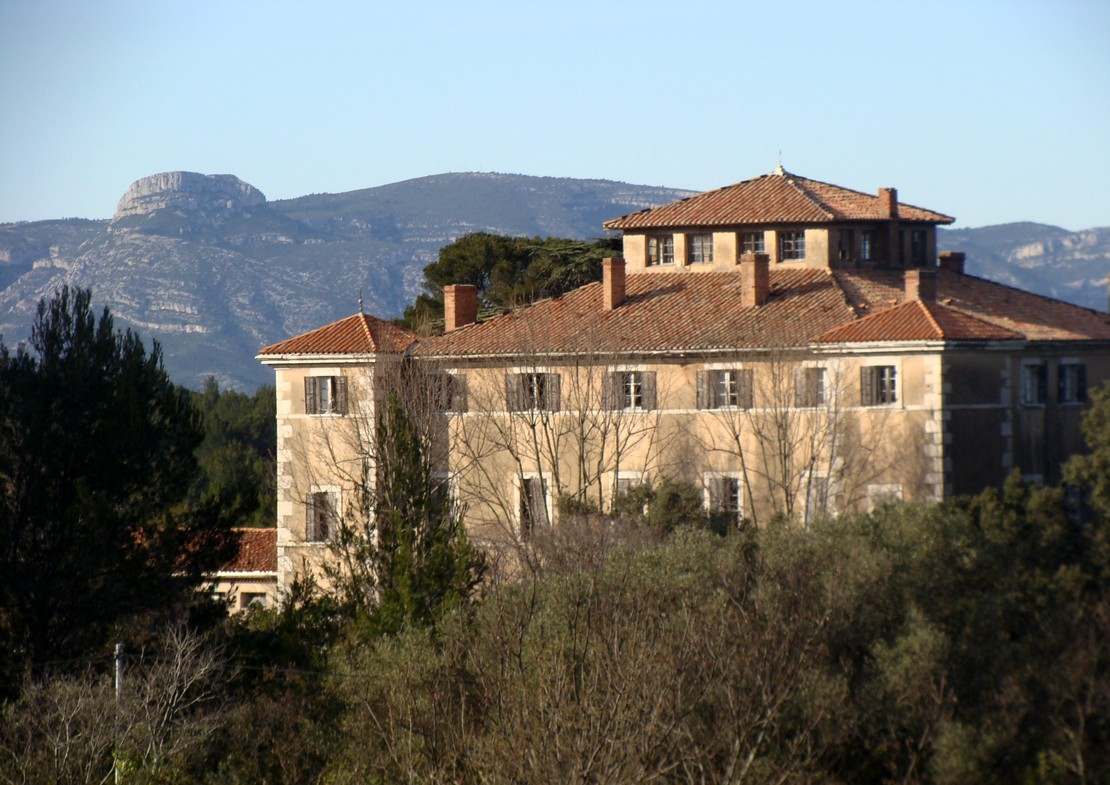
Le château de Julhans
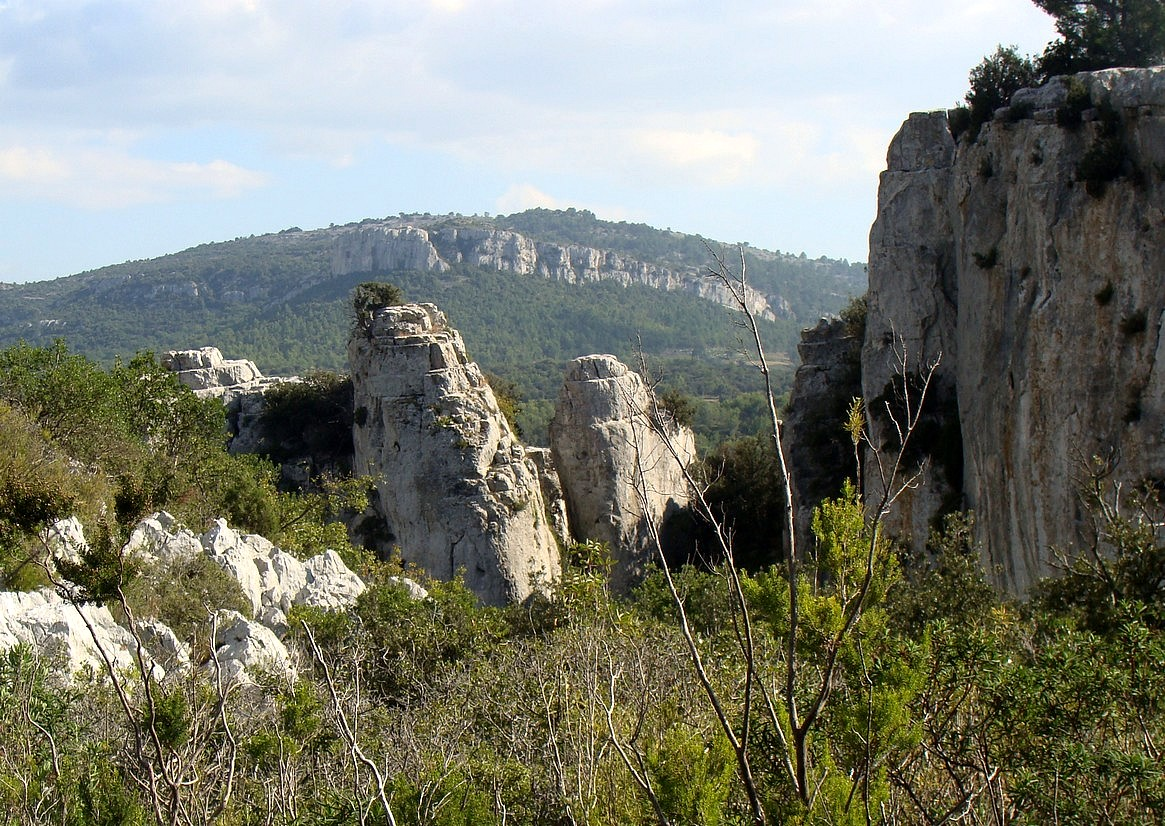
Le site de la Petite-Sainte-Baume

### Personnalités liées à la commune
- Tony Garnier : architecte et urbaniste lyonnais, décédé le 19 janvier 1948 dans son « domaine de Carnoux » autrefois sur la commune[27].

### Héraldique
| Armes de Roquefort-la-Bédoule | Les armes peuvent se blasonner ainsi : D'azur à la tour d'or bâtie sur un rocher d'argent mouvant de la pointe. |